# گیاکومو فورنونی
گیاکومو فورنونی (ایتالیایی: Giacomo Fornoni; ۲۶ دسامبر ۱۹۳۹ – ۲۶ سپتامبر ۲۰۱۶) دوچرخه‌سوار اهل ایتالیا بود.

## باشگاهی
از باشگاه‌هایی که در آن رکاب زده‌است می‌توان به مولتنی اشاره کرد.
وی در مسابقات کشوری و بین‌المللی در مجموع برندهٔ ۱ مدال طلا شده‌است.